# New York Post
New York Post es un periódico conservador estadounidense. Es el decimotercer periódico más antiguo publicado en Estados Unidos y, de estos, el único que ha sido publicado diariamente. Desde 1976 pertenece al multimillonario australiano Rupert Murdoch, más concretamente a su News Corporation y es uno de los 10 periódicos más importantes de los Estados Unidos. Su editorial se encuentra en el 1211 Avenue of the Americas, en Manhattan.

## Críticas
New York Post ha sido criticado desde el comienzo de la propiedad de Murdoch por el sensacionalismo. En 1980, Columbia Journalism Review declaró que "New York Post ya no es simplemente un problema periodístico. Es un problema social, una fuerza para el mal".
Quizás la acusación más seria contra el Post es que está dispuesto a contorsionar su cobertura de noticias para satisfacer las necesidades comerciales de Murdoch, en particular que el periódico ha evitado informar cualquier cosa que no sea halagadora al gobierno de la República Popular de China, donde Murdoch ha invertido en gran medida en la televisión por satélite. Sin embargo, recientemente ha permitido criticar a la República Popular de China y su manejo de las protestas de Hong Kong.

En The New Yorker, Ken Auletta escribe que Murdoch "no duda en usar el Post para menospreciar a sus oponentes comerciales". Continúa diciendo que el apoyo de Murdoch a Edward I. Koch mientras se postulaba para alcalde de Nueva York "se extendió a las páginas de noticias del Post, con el periódico publicando regularmente historias brillantes sobre Koch y, a veces, salvajes informes de sus cuatro primarias oponentes ".
Según The New York Times, el equipo de campaña de Ronald Reagan le dio crédito a Murdoch y al Post por su victoria en Nueva York en las elecciones presidenciales de 1980 en los Estados Unidos. Más tarde, Reagan "renunció a la prohibición de poseer una estación de televisión y un periódico en el mismo mercado", lo que permitió a Murdoch continuar controlando The New York Post y The Boston Herald mientras se expandía a la televisión.
Los críticos dicen que el Post permite que sus posiciones editoriales den forma a su selección de historias y cobertura de noticias. El ex editor ejecutivo del Post Steven D. Cuozzo respondió que el Post "rompió el dominio de los medios elitistas en la agenda nacional".
Según una encuesta realizada por la Universidad Pace en 2004, el Post fue calificado como el principal medio de noticias menos creíble en Nueva York, y el único medio de noticias que recibió más respuestas llamándolo "no creíble" que creíble (44% no creíble a 39 % creíble).
La canción Public Enemy "A Letter to the New York Post" de su álbum Apocalypse '91 ... The Enemy Strikes Black es una queja sobre lo que creían que eran negros negativos e imprecisos sobre la cobertura recibida del periódico.
La cobertura del Post sobre el asesinato en 2014 del terrateniente jasídico Menachem Stark provocó la indignación de los líderes comunales judíos y figuras públicas.

## Operaciones

### Sitio web
En 1996, el New York Post lanzó una versión de Internet del documento. El sitio original incluía fotos en color y secciones desglosadas en Noticias, Deportes, Editorial, Chismes, Entretenimiento y Negocios. También tenía un archivo de los últimos siete días. Desde entonces, se ha rediseñado varias veces, con la última encarnación lanzada en septiembre de 2013.
El sitio web actual también presenta noticias de última hora continuamente actualizadas; contenido de opinión, entretenimiento, negocios, tecnología, medios, moda y deportes; galerías de fotos y videos; videos originales de la publicación; y transmisión de video para eventos en vivo.

### Decider
En 2014, el Post lanzó el sitio web Decider. Decider ofrece recomendaciones para servicios de transmisión.

Según Alexa, el sitio web nypost.com es el sitio web 151° más popular en los Estados Unidos.